# リチャード・チェネヴィックス
リチャード・チェネヴィックス（Richard Chenevix、1774年頃 - 1830年4月5日）は、アイルランドの化学者である。

## 経歴
ダブリンに生まれた。ナントの勅令の廃止でアイルランドに逃れたユグノーのフランス人を先祖にもつ。ダブリンの大学に学んだ。フランスに住むこともあった。1800年からイギリスで化学の研究を発表するようになり、1801年には王立協会の会員に選ばれ、1803年には王立協会からコプリ・メダルを受賞した。
パラジウムの発見の歴史において、チェネヴィックスはパラジウムを水銀と白金の合金と考えたが、元素の試験方法の確立に貢献した。パリで没し、ペール・ラシェーズ墓地に葬られた。

## 余談
銅や鉄を主成分とする砒酸塩鉱物、チェネヴィックス石 (chenevixite) は彼の名に因む。